# Coney Island
Coney Island – półwysep i położona w jego środkowo-zachodniej części dzielnica (neighborhood) wchodząca w skład nowojorskiego okręgu Brooklyn, jak również zwyczajowa nazwa plaży rozciągającej się na wybrzeżach półwyspu, wysuniętego w głąb Oceanu Atlantyckiego. Miejsce to było pierwotnie wyspą barierową, oddzielającą od Atlantyku laguny sąsiadujące z południową częścią Long Island. W efekcie melioracji półwysep został częściowo połączony ze stałym lądem.
Od strony zachodniej dzielnica Coney Island sąsiaduje z Sea Gate – osiedlem strzeżonym typu zamkniętego, od wschodu – z dzielnicami Brighton Beach i Manhattan Beach, a od północy – z dzielnicą Gravesend.
Półwysep słynie z szerokiej, piaszczystej, czterokilometrowej plaży oraz parków rozrywki (lunaparków), które były lokowane w tym miejscu już na przełomie XIX i XX wieku.

## Etymologia nazwy
Rdzenni mieszkańcy zamieszkujący ten obszar, lud Lenape, nazywali wyspę Narrioch, czyli „ziemia bez cieni” – z uwagi na to, że położenie tego miejsca sprawiało, że słońce oświetlało tutejsze plaże przez cały dzień, podobnie jak plaże znajdujące się na południowej części Long Island. W początkowym okresie kolonizacji tego terenu przez Europejczyków, zarówno obszar dzisiejszego stanu Nowy Jork, jak i miasto Nowy Jork należały do Holendrów i nazywały się odpowiednio – Nieuw Nederland oraz Nieuw Amsterdam.
Holenderska nazwa wyspy – początkowo Conyne Eylandt, a następnie Konijneneiland (nowa odmiana języka holenderskiego) – była poprzedniczką podobnej nazwy w języku angielskim, Coney Island, którą tłumaczy się jako Królicza Wyspa (ang. Rabbit Island).
Podobnie jak inne wyspy barierowe, Coney Island była zamieszkiwana przez dużą populację królików, a polowanie na nie przez wiele lat cieszyło się dużą popularnością. Praktyka polowań została zakończona dopiero po tym jak zasiedlenie przez ludzi znacznej powierzchni wyspy, a co za tym idzie znaczna rozbudowa infrastruktury (w tym obiektów hotelarsko-gastronomicznych), spowodowały zniszczenie ich habitatu i znaczący spadek populacji tych zwierząt. Holenderską nazwę można znaleźć na mapie Nowej Holandii z 1639 autorstwa Johannesa Vingboona, która powstała przed jakimikolwiek nazwami tego miejsca w języku angielskim
Nazwa Coney Island wydaje się zatem być angielskim odpowiednikiem nazwy holenderskiej. Słowo „coney” było w XVII i XVIII wieku popularne w Anglii i stanowiło alternatywę dla słowa „rabbit” (pol. królik); podczas gdy słowo „coney” przetrwało jedynie w kontekstach historycznym i dialektycznym, późniejsze określenie – „bunny” (inne określenie królika w języku angielskim) – jest obecnie w powszechnym użyciu. „Coney” weszło do języka angielskiego przez starofrancuskie słowo „conil”, które pochodzi od łacińskiego słowa określającego królika – „cuniculus”. Angielska nazwa „Coney Isle” pojawiła się na mapach już w 1690, a do 1733 zaczęto używać obecnej nazwy. Zarówno na mapie morskiej Josepha DesBarre’a z 1779, przedstawiającej port w Nowym Jorku (ukazała się w czterotomowym atlasie kartograficznym Atlantic Neptune), jak i na mapie Johna Eddy’ego z 1811 znajduje się współczesna, aktualnie stosowana nazwa.

## Demografia
W roku 2007 dzielnica liczyła 49 496 mieszkańców, w tym 45,28% mężczyzn i 54,72% kobiet, przy czym średni wiek mieszkańca wynosił 40,88 lat. Dla celów statystycznych obszar ten łączy się często z położoną we wschodniej części półwyspu i sąsiadującą z Coney Island dzielnicą Brighton Beach.
W roku 2009 niemal połowę z 111 063 mieszkańców Coney Island i Brighton Beach (49,8%) stanowili imigranci. W tym samym roku obszar ten stanowił siódme co do wielkości skupisko imigrantów w Nowym Jorku. Jakkolwiek zamieszkujący na tym terenie ludzie pochodzą z 50 różnych krajów, to zdecydowana większość pochodzi z kilku państw, a mianowicie z Ukrainy (25,2%), Rosji (21,2%), Chin (9,7%), Białorusi (5,3%) oraz Hongkongu (3,2%).

## Gospodarka
W sezonie letnim największym pracodawcą jest sektor rozrywkowy i gastronomiczny. W 2010 nastąpiło znaczne ożywienie gospodarcze tej dzielnicy, która w czasie kryzysu zanotowała około 10% spadek. Zatrudnienie w sektorze prywatnym wzrosło w tym czasie do 27 530 miejsc pracy, co odpowiadało 7,1% wzrostowi zatrudnienia (w stosunku rocznym). Był on wielokrotnie większy niż w przypadku Nowego Jorku (0,9%) oraz ponad dwukrotnie większy od wzrostu notowanego w pozostałych dzielnicach okręgu Brooklyn. Jakkolwiek progres zatrudnienia odnotowano w wielu sektorach gospodarki, to dwa z nich odpowiadały za 2/3 wzrostu: transport oraz oświata. Co bardzo istotne, ustabilizowało się zatrudnienie w opiece zdrowotnej oraz pomocy społecznej, które są sektorami, w których od lat zatrudnienie znajduje najwięcej mieszkańców Coney Island. Ocenia się, że odpowiadają za około 30% miejsc pracy na Coney Island, co stanowi dużo większy procent niż w przypadku całego Nowego Jorku (18,8%). W 2010 na terenie dzielnicy otwarto pierwszy od niemal 50 lat park rozrywki; drugi powołano do życia w 2011. Doprowadziło to do znacznego ożywienia gospodarczego, szczególnie w sezonie letnim.
Ocenia się, że od 2000 do 2008 roku liczba firm na Coney Island i w sąsiedniej Brighton Beach wzrosła o 21,4%. Był to wynik znacznie lepszy niż w przypadku pozostałych dzielnic Nowego Jorku (5,5%). Podobnie, całkowita liczba pracowników etatowych wzrosła na tym obszarze o 31,8% w porównaniu do 3,7% wzrostu notowanego w pozostałej części Nowego Jorku.

## Parki rozrywki
Pomiędzy rokiem 1880 a końcem II wojny światowej na Coney Island znajdowało się największe w Stanach Zjednoczonych skupisko lunaparków i innych, podobnych atrakcji turystycznych, które przyciągały kilka milionów turystów rocznie. W czasie największej świetności znajdowały się tutaj trzy duże wesołe miasteczka – Luna Park, Dreamland oraz Steeplechase Park, jak również wiele mniejszych instalacji tego typu.
Najbardziej zasłużonymi ludźmi dla rozwoju Coney Island byli przedstawiciele rodziny Tilyou. Już w latach 60. XIX wieku Peter Tilou założył jeden z pierwszych hoteli oraz jedną z pierwszych restauracji w tej okolicy. W 1897 jego syn George Tilyou (1862–1914) uruchomił Steeplechase Park – pierwszy duży park rozrywki na Coney Island, jak również jeden z najbardziej znanych lunaparków na świecie, który przez wiele lat wyznaczał standardy w tej branży. W przeciwieństwie do konkurencji – parku Dreamland (1904–1911), który spłonął w pożarze, jak również Luna Park (1903–1946), który pomimo początkowego sukcesu zaczął przynosić straty w czasie wielkiego kryzysu, Steeplechase Park zachował dochodowość i przetrwał aż do 1964. W 1966 rodzina sprzedała ziemię, na której się znajdował, Fredowi Trumpowi (ojcu Donalda Trumpa), który w tym samym roku wyburzył instalacje parkowe.
Od 1962 do 7 września 2008 roku na Coney Island operował Astroland, który w chwili otwarcia był jednym z najnowocześniejszych parków rozrywki w Stanach Zjednoczonych.
29 maja 2010 na miejscu zamkniętego Astrolandu otwarto nowe wesołe miasteczko – Luna Park, Jego nazwa nawiązuje do historycznego parku rozrywki, który istniał na Coney Island od 16 maja 1903 do 1944 (1948). Na jego terenie mieści się dziewiętnaście różnych atrakcji. Jest to jedyne miejsce na Coney Island, w którym nie można zapłacić gotówką za tego typu atrakcje (pozostałe parki rozrywki dopuszczają zapłatę gotówkową). Odwiedzający chcący skorzystać z instalacji parku muszą zakupić specjalne karty (Luna Cards) za pomocą których płaci się za wszystkie usługi.

## Plaża
Na terenie Coney Island znajduje się szeroka, piaszczysta plaża o długości około 4 km, rozciągająca się od West 37th Street do Sea Gate. Biegnie ona wzdłuż środkowej części dzielnic Coney Island oraz sąsiedniej Brighton Beach, kończąc swój bieg na obrzeżach kolejnej dzielnicy – Manhattan Beach. Wzdłuż plaży znajduje się bardzo długa (4 km), drewniana, szeroka promenada – Riegelmann Boardwalk, stanowiąca centralne miejsce na mapie turystycznej Coney Island. Wzdłuż niej zlokalizowanych jest bardzo dużo barów, restauracji, jak również lunaparki oraz Akwarium Nowojorskie.
Wejście na plażę jest bezpłatne. Jest ona podzielona na „zatoki” – obszary, oddzielone w sposób naturalny przez pirsy skalne, będące efektem erozji oceanicznej. Od 2009 do 2010 liczba turystów odwiedzających plażę potroiła się. Ocenia się, że w 2010 roku z kąpieli w tym miejscu korzystało 12,8 mln ludzi.
Tutejsza plaża stanowi miejsce działalności Coney Island Brighton Beach Open Water Swimmers – stowarzyszenia non-profit, zajmującego się promocją pływania na otwartym morzu. Organizuje ono corocznie kilka większych wyścigów pływackich, w których zawodnicy ścigają się na oceanie (należą do nich Grimaldo’s Mile oraz New York Aquarium 5k), jak również spotkania weekendowe uczestników.
Innym, aktywnie działającym stowarzyszeniem, którego naturalne miejsce działalności stanowi plaża na Coney Island, jest Coney Island Polar Bear Club – najstarszy klub morsów w Stanach Zjednoczonych (założony w 1903 r.), grupujący osoby pływające w oceanie w okresie zimowym, przy czym największym powodzeniem cieszy się pływanie w dzień nowego roku. Impreza ta jest bardzo popularna i przyciąga – oprócz członków klubu – również rzeszę niezrzeszonych uczestników, chcących spróbować kąpieli w lodowatym Atlantyku. Spotkania członkowskie (kąpiele) odbywają się w każdą niedzielę od listopada do kwietnia.